# Сражение у Имброса
Сражение у острова Имброс (англ. Battle of Imbros) — морской бой между флотами Великобритании и Османской Империи во время Первой мировой войны. Состоялся 20 января 1918 года, когда османская эскадра атаковала Британский флот у острова Имброс, Эгейское море. Уход британских тяжелых кораблей позволил османским (фактически — немецким) линейному крейсеру «Явуз Султан Селим» (Гёбен) и лёгкому крейсеру «Мидили» (Бреслау) потопить несколько вражеских кораблей, перед атакой на британскую военно-морскую базу в бухте Мудрос на острове Лемнос. Несмотря на успешные боевые действия и уничтожение нескольких британских кораблей у острова Имброс, «Явуз Султан Селим» и «Мидили» попали в минное поле. «Мидили» затонул, а «Явуз Султан Селим» был сильно поврежден.

## Стратегическая ситуация

### Подготовка к боевым действиям
После революции и выхода России из войны немецкое военно-морское командование начало планировать военные действия против Антанты перед Дарданеллами. 2 декабря 1917 года турецкое главное командование отправило сообщение командующему османским флотом, в котором отмечалось, что две вражеские дивизии оставили Македонию. Антанта планировала перебросить эти дивизии в Палестину через город Салоники. Для предотвращения операции турецкое командование просило прислать подводные лодки, однако из-за неисправности последних аналогичное прошение было отправлено немецкому Морскому генеральному штабу в Берлине. Немецкое командование ответило, что считает возможным проведение крейсерской операции «Гебена» и «Бреслау», которые выдвинутся в Салоники, избегая значительных военно-морских соединений врага. Операция, предложенная немецким командованием, имела целью не помешать переброске вражеских войск в Палестину, а заставить врага выделить значительные силы для защиты от немецкой эскадры. Последнее создало бы больше целей для немецких подводных лодок и дало бы им возможность нанести больше потерь вражескому флоту.
Главнокомандующий турецких вооруженных сил Энвер-паша согласился на проведение операции, однако отметил два момента:
- «Гебен» и «Бреслау», которые в будущем должны были перейти под полный контроль Турции (до этого корабли были в османской собственности только формально), имеют огромное значение для турецкого флота;
- Германская эскадра, даже если не встретит значительных сил Антанты, должна остерегаться подводных лодок и мин.

После обмена телеграммами с немецким командованием в Берлине начались приготовления к операции. В первую очередь корабли должны были быть загружены углем, с которым имелись определенные проблемы. По состоянию на 21 декабря «Гебен» имел в своих угольных ямах 1385 т угля (при максимальном запасе в 3000 т), а «Бреслау» — 157 т (при максимальном запасе в 1200 т). В середине декабря, в порту города Зунгулдак углем загрузили турецкие эскадренные миноносцы, 21 декабря был загружен «Бреслау». Для «Гебена» условия были менее благоприятными. Он прибыл в Зунгулдак 15 января, однако был вынужден встать на открытом рейде и принимать уголь с барж, часто при неблагоприятных погодных условиях. В конце концов, 18 января угольные ямы линейного крейсера были полностью загружены.
Опасаясь шпионов и возможной утечки информации, об операции было сообщено лишь узкому кругу офицеров. Открытой проблемой оставалась слишком узкие проходы через турецкие минные заграждения. Для безопасного прохождения немецких кораблей их следовало увеличить с 75 до 220 метров и организовать освещение для ночного плавания. Чтобы не привлечь внимание вражеских разведывательных самолетов, работы по расширению проходов приходилось выполнять в последний момент.
18 января турецкие тральщики проверили воды вблизи Дарданелл на наличие минных полей. Была также проведена воздушная разведка, которая сообщила о значительных враждебных силах вблизи островов Лемнос и Имброс. Турецкое командование перебросило авиацию с военной базы Ксанти к месту проведения операции. Вечером 19 января береговые батареи были полностью готовы.

### Планирование операции
Согласно данным разведки, был разработан план операции: между островами Имброс и Тенедос на патрулировании находился вражеский эскадренный миноносец. Его нужно было обойти или неожиданно атаковать и потопить, для того чтобы предотвратить преждевременное обнаружение немецких кораблей. На рассвете «Гебен» должен был неожиданно появиться перед сильнейшими английскими кораблями, а «Бреслау» должен был заняться легкими военно-морскими силами врага. После выполнения этой фазы операции планировалась атака на бухту Мудрос на острове Лемнос, где планировалось уничтожить английские корабли, тесно стоявшие в бухте. В это время «Бреслау» должен был находиться вблизи южной части острова и следить за крупными английскими кораблями и результатами действия немецкой подводной лодки UC-23. UC-23 была единственной боеспособной подлодкой в районе проведения операции и должна была занять позицию на выходе из бухты Мудрос. Турецкие эскадренные миноносцы «Барса» (Barza), «Нумунихамьет» (Numuneihamiyet), «Самсон» (Samsun) и «Муавинтимилли» (Muavenetimilliye) должны были охранять вход в Дарданеллы, препятствуя английским подводным лодкам занять позиции на пути отхода немецкой эскадры. Турецкие самолеты должны были вылететь на помощь при первом приказе немецкого командующего Ребейр-Пашвица.
Командующий флотом не видел непосредственной опасности в выходе эскадры в море: давно не было никакой информации о действиях вражеских подводных лодок, а большинство минных полей уже не существовало. Корабли были загружены углем, к тому же начали распространяться слухи о готовящейся операции и расширение проходов через турецкие минные заграждения в Дарданеллах. Ребейр-Пашвиц назначил операцию на 19 января.

## Бой
19 января, в 16 часов немецко-турецкая эскадра в составе линейного крейсера, легкого крейсера и 4-х турецких миноносцев вышла в море. 20 января в 3:30 эскадра достигла заграждения у Нагары и успешно их пересекла под руководством лоцманского офицера. Далее путь продолжили «Гебен» и «Бреслау», а турецкие миноносцы остались у входа в Дарданеллы. Согласно плану, два миноносца должны были следовать за немецкими кораблями, однако из-за их низкой скорости и слабого вооружения немецкий командующий посчитал их бесполезными для себя и приказал им остаться с остальными.
Далее на курс, избранный крейсерами, повлияло следующее обстоятельство. 20 декабря 1917 года вблизи острова Енос, в Саросском заливе, потерпел крушение небольшой английский корабль. На его борту была найдена карта Дарданелл и окружающих вод, с линиями и пометками. Карта была передана в штаб флота, где решили, что это была карта минных заграждений англичан. Несмотря на то, что немецкая карта почти не совпала с английской, было решено использовать последнюю при планировании операции. Таким образом безопасные пути через английские минные заграждения были проложены на основе захваченной у англичан карты. Для большей уверенности предлагалось проверить правильность английских отметок с помощью тральщиков и воздушной разведки, однако Ребейр-Пашвиц отклонил это предложение.
В 5:41 немецкая эскадра прошла мимо форта Сед-эль-Бар. В 5:55 «Гебен» изменил курс с 270° на 239°, и поставил сигнальный буй в месте изменения курса. В 6:10, находясь в «безопасном» проходе, согласно английским пометками, «Гебен» подорвался на мине. Взрыв не нанес повреждений кораблю, потому в 6:22 крейсер продолжил путь. На месте подрыва также был оставлен буй. В 6:32 германская эскадра взяла курс на остров Имброс, «Бреслау» получил приказ выйти вперед и задержать вражеские корабли, которые могли обойти с фланга. Пока «Бреслау» полным ходом шел вперед, в 7:42 «Гебен» открыл огонь артиллерией среднего калибра для уничтожения сигнальной станции и радиостанции на косе Кефало. После четырёх залпов станции были полностью уничтожены. После этого «Гебен» потопил два небольших корабля в бухте Кефало. В 7:40 «Бреслау» открыл огонь по двум английским эскадренным миноносцам — «Лизард» и «Тайгрис». Миноносцы, обогнув северо-восточную часть острова Имброс, взяли курс на север. «Бреслау» начал преследовать их, однако заметил слева по носу два английских монитора, серый цвет которых сливался с фоном берега. Мониторы стояли на якоре в нескольких кабельтовых друг от друга. В 7:44 их атаковал «Бреслау», а через 5 мин с дистанции 9,3 км его поддержал «Гебен». Оба монитора ответили огнём, однако через некоторое время со страшным взрывом затонули. Это были мониторы «Реглан» и М-28. Из команды мониторов спаслось 132 человека, достигнув берега.
После этого «Бреслау» обстрелял склад топлива на авиабазе, а затем оба корабля взяли курс на южную точку острова Имброс, а затем пошли к Мудросской бухте. У «Гебена» были повреждены гирокомпасы, поэтому прокладка курса вызвала некоторые трудности.
В 8:16 «Бреслау» послал сообщение на «Гебен»: «Вражеская подлодка слева по борту». В 8:20 за кормой немецких кораблей появились английские эскадренные миноносцы «Лизард» и «Тайгрис», а в 8:26 два вражеских самолета. «Бреслау» получил приказ выйти вперед, для того чтобы «Гебен» мог использовать свои зенитные батареи. В 8:28 рядом с «Гебеном» упала первая бомба. В 8:31 «Бреслау» подорвался на мине, в результате чего команда потеряла возможность управлять кораблем. «Гебен» свернул вправо, чтобы обогнуть и взять «Бреслау» на буксир. Самолеты продолжали сбрасывать бомбы. «Бреслау» передал сообщение на «Гебен»: «Между Гебеном и Бреслау всюду мины…». Флагманский корабль проводил очень осторожное маневрирование, для того чтобы спасти тяжело поврежденный легкий крейсер. Однако в 8:55 «Бреслау» вторично подорвался на мине: столб воды поднялся выше мачты и упал на корабль. Мины было четко видно в прозрачной воде.
После подрыва «Бреслау» к нему стали приближаться английские миноносцы, которые попали под обстрел первого. Команда «Бреслау» отчаянно боролась с поступлением воды в нижней части корабля, одновременно отстреливаясь от вражеских эскадренных миноносцев и самолетов. Легкий крейсер задним ходом хотел выйти из минного окружения, однако в 9:00 подорвался на двух минах, в результате чего потерял возможность двигаться. Через пару секунд взорвалась четвёртая мина, а в 9:02 — пятая. Получив целый ряд пробоин, корабль начал тонуть. Капитан «Бреслау» отдал приказ покинуть корабль. Из всего личного состава корабля, который в течение получаса пел патриотические песни, находясь в воде, английские миноносцы подобрали 162 человека. Большинство команды погибло в холодной воде, температура которой достигала +8 °C. Среди погибших был и капитан.
В 9:04 «Гебен» по радио вызвал турецкие миноносцы. Командующий миноносцами объявил боевую тревогу сразу после сообщения о подрыве «Бреслау» на первой мине, поэтому по приказу Ребейр-Пашвица они полным ходом отправились на помощь. В 9:14 миноносцы получили приказ «идти немедленно». В 9:20 английские миноносцы начали обстрел турецких. В 9:25 турецкие миноносцы получили приказ возвращаться, из-за стремительного приближения английских кораблей. Ближе всего к «Гебену», в 5 км от него, находился миноносец «Барса», однако из-за сильного огня был вынужден повернуть назад. Английские корабли начали догонять турецкие, пока в 9:48 не попали под обстрел береговых батарей. В 9:45 турецкие миноносцы начали отстреливаться, а одно из береговых орудий попало в английский корабль. В 9:52 турки прекратили огонь.
Поскольку «Гебен» подорвался на минах, а вокруг него было ещё несколько десятков, операция была прекращена. Командующий флотом приказал флагману возвращаться. В 9:48 «Гебен» вновь подорвался на мине, примерно на том же месте, что и утром. Взрыв не сильно повредил корабль, поэтому он продолжил плавание.
Пока «Гебен» шел к Дарданеллам, на него сбрасывали бомбы вражеские самолеты, однако ни разу не попав. В 10:05 в небе появились немецкие самолеты, завязался воздушный бой, во время которого был сбит один английский самолет. В 10:30 «Гебен» вошел в Дарданеллы. В 11:00 он выскочил на Нагарскую банку, с которой уже не смог сойти самостоятельно.
Снятие с мели заняло 6 суток, в течение которых крейсер подвергался постоянным атакам британской авиации. Старый броненосец «Тургут Рейс» (бывший немецкий) отбуксировал «Гебен» и вернул его в безопасный Константинополь. «Гебен» получил серьезные повреждения. Вокруг корпуса снова были построены коффердамы, и ремонт длился с 7 августа по 19 октября.